# Luca Ferretti
Luca Ferretti (Livorno, 17 de julio de 1984) es un deportista italiano que compitió en natación, en la modalidad de aguas abiertas.
Ganó cinco medallas en el Campeonato Europeo de Natación, entre los años 2008 y 2012.

## Palmarés internacional
| Campeonato Europeo | Campeonato Europeo  | Campeonato Europeo | Campeonato Europeo |
| Año                | Lugar               | Medalla            | Prueba             |
| ------------------ | ------------------- | ------------------ | ------------------ |
| 2008               | Dubrovnik (Croacia) | Medalla de oro     | Equipo mixto       |
| 2010               | Budapest (Hungría)  | Medalla de oro     | 5 km               |
| 2011               | Eilat (Israel)      | Medalla de oro     | Equipo mixto       |
| 2012               | Piombino (Italia)   | Medalla de oro     | Equipo mixto       |
| 2012               | Piombino (Italia)   | Medalla de bronce  | 5 km               |